# ブライアン・ローズ
ブライアン・ローズ（Brian Rose 、1985年2月15日 - ）は、イギリスの男性プロボクサー。ブラックプール出身。パンチ力は無いが打たせないスタイルの技巧派ボクサー。

## 来歴
アマチュア時代の戦績は90勝78勝12敗。
2005年12月14日、ローズはプロデビューを果たし4回59-56の判定勝ちで白星でキャリアをスタートした。
2007年6月24日、ジャスティン・バーンズと対戦し2回1分16秒TKO勝ち。
2008年2月16日、マノオチャ・サラリと対戦し6回57-57の引き分けで全勝が途切れた。
2009年10月23日、ジェイソン・ルシュトンとBBBofC中部スーパーウェルター級王座決定戦を行い、最終10回2分59秒TKO勝ちで王座獲得に成功した。
2010年5月28日、マックス・マックスウェルと対戦しキャリア初黒星となる6回44秒TKO負け。
2010年11月21日、リー・ノブレンとBBBofCイギリススーパーウェルター級王座決定戦を行い、10回3-0(100-91、98-93、100-90)の判定勝ちで王座獲得に成功した。
2011年5月13日、マーティン・ウェルシュと対戦し8回53秒TKO勝ちで初防衛に成功した。
2011年12月3日、プリンス・アーロンと対戦し苦戦しながら12回2-1(116-113、117-113、114-115)の判定勝ちで2度目の防衛に成功した。
2012年3月31日、2年前にキャリア初黒星を付けられたマックス・マックスウェルと対戦し12回3-0(2者が119-110、119-111)の大差判定勝ちで3度目の防衛に成功した。
2012年6月2日、クリス・カースロウと対戦し12回3-0(118-112、116-113、115-114)の判定勝ちで4度目の防衛に成功した。
2012年12月14日、サム・ウェブと対戦し12回3-0(116-113、2者が116-11)の判定勝ちで5度目の防衛に成功した。
2013年4月20日、故郷ブラックプールのウィンター・ガーデンズで元WBA世界スーパーウェルター級王者ジョアシャン・アルシーヌとWBOインターコンチネンタルスーパーウェルター級王座決定戦を行い、最終12回59秒TKO勝ちで王座獲得に成功した。
2014年6月14日、ローズは初の海外試合をアメリカデビュー戦。ルスラン・プロボドニコフの前座でWBO世界スーパーウェルター級王者デメトリアス・アンドラーデと対戦が、7回1分19秒TKO負けを喫し王座獲得に失敗した。

## 獲得タイトル
- BBBofC中部スーパーウェルター級王座
- BBBofCイギリススーパーウェルター級王座
- WBOインターコンチネンタルスーパーウェルター級王座